# Талас (физика)
Талас је периодична деформација која се шири у простору и времену. Таласи преносе енергију кроз простор без протока честица средине (не постоји пренос масе носећег медијума). Код механичких таласа честице средине само осцилују око својих равнотежних положаја, док код електромагнетних осцилују електрично и магнетно поље. Електромагнетни таласи се простиру и кроз вакуум (етар).
Талас се карактерише амплитудом, фреквенцијом (учестаношћу) и таласном дужином. Амплитуда је највеће одступање брега таласа од равнотежног положаја (када таласа нема). Фреквенција је број брегова који се јаве у посматраној тачки у јединици времена. Таласна дужина је растојање између две тачке у истој фази. Талас је трансверзални када је његова амплитуда нормална на правац кретања, а лонгитудинални када је амплитуда паралелна са правцем кретања.

## Физичка средина
Средина чијим посредством се преноси талас може имати неке од следећих особина:
- хомогена средина ако су особине средине у свим тачкама једнаке,
- изотропна средина ако су физичке особине исте, независно од правца кретања.

## Заједничке особине
Бројне су појаве везане за таласно кретање:
- рефлексија (одбијање) – промена смера простирања, услед наиласка на рефлексиону површину (наглу промену средине)
- рефракција (преламање) – промена правца простирања таласа (ломљење), услед наиласка на нову средину
- дифракција (расејање) – кружно ширење таласа иза препреке на путу простирања таласа кроз средину
- интерференција (узајамни утицај) – слагање таласа који се нађу у истој тачки у истом тренутку
- дисперзија (распршивање) – разлагање таласа по учестаностима, таласним дужинама или енергијама

## Врсте таласа
Трансверзални таласи су таласи чије су амплитуде управне на правац простирања, рецимо, таласи на струни (жици) и електромагнетни таласи.
Лонгитудинални таласи су таласи чије се осцилације дешавају у правцу простирања, на пример, звучни таласи.

### Поларизација
Код трансверзалних таласа се осцилације дешавају управно на правац кретања па се могу одвијати у произвољним правцима око осе кретања и то је неполаризован талас. Приликом рефлексије таласа неки правци осциловања се слабије рефлектују (Брустеров закон) па талас након серије рефлексија има осцилације само у једној равни. Тако се добија поларизован талас, а раван коју дефинише линија кретања таласа са линијом осциловања назива се раван поларизације.
Ако се пак талас пропусти кроз четврт-таласну плочицу, тада се талас цепа на две линеарно поларизоване компоненте чије су равни поларизације ортогоналне. Поред тога, таласи се помере у фази за 90° (за четвртину таласне дужине, отуда и име плочици којом се то постиже) па се слагањем две ортогоналне, у фази померене осцилације добија резултујући таласа чија раван поларизације кружи са простирањем таласа. Тако се добија циркуларно поларизовани талас. Кружење може бити улево или удесно. Ако помак између ортогоналних компонената није тачно четвртина таласне дужине, онда се добија елиптично поларизован талас.
Поларизација електромагнетних таласа, линеарна, или циркуларна често се користи у оптици и електротехници.

## Физичке особине
Таласом се представља процес периодичан и у простору и у времену, дакле, процес који се истовремено одиграва у два независна домена. У простору се прати промена отклона са координатом као на слици, што може да се представи једоставним изразом
{\displaystyle \psi \left(z\right)=A\cos \left({\frac {2\pi }{\lambda }}z+\phi \right)}
где је {\displaystyle \psi \,} отклон у произвољно изабраној тачки {\displaystyle z\,}, {\displaystyle A\,} је амплитуда, {\displaystyle \phi \,} је фаза и {\displaystyle \lambda \,} је таласна дужина. Из једначине, и са слике, видимо да амплитуда представља највећи могући отклон, таласна дужина растојање између два суседна врха, а фаза одређује колики је био отклон у произвољно изабраној тачки од које се мери растојање ({\displaystyle z=0\,}).
Дакле, ако у одређеном моменту 'снимимо' талас добићемо слику његовог простирања кроз простор. Међутим, талас је периодична појава и у времену па на истоветан начин можемо да видимо како се отклон таласа мења током времена у изабраној тачки простора. Тада добијамо идентичну слику претходној с том разликом што сада на хоризонталној оси уместо растојања имамо протекло време.

И једначина којом описујемо понашање таласа у времену је слична претходној
{\displaystyle \psi \left(t\right)=A\cos \left({\frac {2\pi }{T}}t+\phi \right)}
с једином разликом што се уместо таласне дужине јавља периода,{\displaystyle T\,}. Дакле, периода у времену има исту улогу као таласна дужина у простору. Периода показује колико времена протекне између два суседна врха.
Међутим, ако желимо да пратимо особине таласа истовремено и у простору и у времену онда то морамо да изразимо једначином са две променљиве па комбиновањем горња два израза добијамо једначину раванског таласа
{\displaystyle \psi \left(t,z\right)=A\cos \left(2\pi t/T-2\pi z/\lambda +\phi \right)}
или
{\displaystyle \psi \left(t,z\right)=A\cos(\omega t-kz+\phi )\,}
где је {\displaystyle A\,} амплитуда и претпостављено је да је непроменљива, мада је реално да буде 
{\displaystyle A=A(z,t)\,}, односно зависна од времена и простора. 
Знак - је стављен због погодности као што ће се видети доле.
Брзину таласа налазимо тако што га, попут сурфера на океанском таласу, 'узјашемо'. На узјаханом таласу, пошто се сурфер креће његовом брзином за њега се отклон не мења ни у простору ни у времену, дакле, отклон је константан
{\displaystyle \psi \left(t,z\right)=const.}
Из једначине таласа налазимо да се то дешава када је,
{\displaystyle -2\pi z/\lambda +2\pi t/T=0\,}
одакле следи
{\displaystyle v=z/t=\lambda /T\,}, мада може и {\displaystyle v={\frac {\omega }{k}}=\lambda f}
дакле, брзина простирања таласа једнака је односу његове таласне дужине и периода или производу таласне дужине и фреквенције. Другим речима, талас за време периоде пређе пут који је једнак таласној дужини.
Једнодимензионални равански талас, може се једнозначно описати са четири независне особине: таласном дужином, амплитудом, периодом и фазом. Постоје и друге особине које се могу користити за опис таласа, рецимо фреквенција (учестаност, реципрочна вредност периоде) или таласни број (реципрочна вредност таласне дужине) итд. али потпун опис потребна су четири независна параметра.
Величине које такође описују временску периодичност и просторну периодичност су угаона фреквенција {\displaystyle \omega \,\!} и таласни број {\displaystyle k\,\!} (понекад се користи и таласни вектор {\displaystyle {\vec {k}}} који има правац кретања таласа, а модул је једнак вредности таласног броја) које задовољавају следеће односе
{\displaystyle T={2\pi  \over \omega },\quad \lambda ={2\pi  \over k}\,.}
где је {\displaystyle T\,\!} период, а {\displaystyle \lambda \,\!} таласна дужина.

## Опис таласа
Таласи могу бити описани коришћењем неколико својих особина: учестаност, таласна дужина, амплитуда и периода.
Амплитуда таласа је мера величине највећег помераја у средини током једног циклуса таласа, а мери се јединицама које су зависне од врсте таласа. На пример, талас на жици има амплитуду изражену дужином (метар), звучни талас има притисак (паскал) а електромагнетни талас има амплитуду електричног поља (волт/метар). Амплитуда може бити непроменљива (и тада се зове константан талас) или се може мењати у времену и простору. Облик који имају промене амплитуде чини омотницу или енвелопу таласа.
Врх је највиша тачка таласа док је доља најнижа тачка. Таласна дужина (λ) је растојање између два узастопна врха. За електромагнетно зрачење то се обично мери нанометрима.
Периода (T) је време за један потпуни циклус осцилације таласа. Учестаност или фреквенција (f) представља број периода у јединици времена (на пример једна секунда) и мери се херцима. Повезани су са:
{\displaystyle f={\frac {1}{T}}}.
Другим речима, учестаност и периода су међусобно реципрочни.
Када се таласи представљају математички, често се користи угаона фреквенција (ω, радијана/секунди). Она је повезана са фреквенцијом f следећим изразом:
{\displaystyle f={\frac {\omega }{2\pi }}}.

### Путујући таласи
Таласи који се не крећу у простору се зову стојећи таласи, пример је треперење виолинске жице.
Таласи који се крећу се зову путујући таласи и представљају деформације које се мењају дуж путање z и током времена t. Ово се описује математички
{\displaystyle y=A(z,t)\cos(\omega t-kz+\phi ),\,}
где је A(z, t) амплитуда омотнице таласа, k је таласни број и φ је фаза. Брзина v таласа је дата са:
{\displaystyle v={\frac {\omega }{k}}=\lambda f,}
где је λ таласна дужина таласа.

### Простирање кроз жицу
Брзина простирања таласа кроз жицу (v) је сразмерна квадратном корену односа затегнутости (T) и подужне густине (ρ) жице.
{\displaystyle v={\sqrt {\frac {T}{\rho }}}.}
До ове једначине се може доћи димензионом анализом.

### Једначина таласа
Таласна једначина је диференцијална једначина која описује хармонијски талас како се простире кроз средину. Једначина има више облика зависно од тога како се талас простире и каква је средина.
Таласна једначина и таласи односе се на синусоидалне осцилације. Међутим, и појаве које нису периодичне могу да се третирају на сличан начин јер се сваки непериодични процес може представити суперпозицијом таласа различитих таласних дужина што лежи у основи Фуријеове анализе. Један пример несинусоидалног таласа је импулс који путује конопцем који лежи на земљи, када се једном заталаса у правцу x, путује брзином c. Висина импулса над земљом је φ. Растојање које импулс пређе за време t је ct. Он се може представити као суперпозиција (слагање) огромног броја таласа са различитим таласним дужинама.
У једној димензији таласна једначина има облик
{\displaystyle {\frac {1}{c^{2}}}{\frac {\partial ^{2}\phi }{\partial t^{2}}}={\frac {\partial ^{2}\phi }{\partial x^{2}}}.\ }
Опште решење, које је дао Даламбер је
{\displaystyle \phi (x,t)=F(x-ct)+G(x+ct).\ }
представља облик два импулса који се простире дуж жице, F у правцу +x и G у правцу -x. Ако извршимо смену x са правцима x, y, z може се добити опис простирања у три димензије.
Нелинеарна таласна једначина може узроковати пренос масе.
Шредингерова једначина описује таласно понашање честица у квантној механици. Решења ове једначине су таласне функције, што се може употребити за опис густине вероватноће појаве честице у простору. Квантна механика такође описује особине честица које други таласи, као што су светлост и звук, имају на атомској скали и испод.

## Примери таласа
Поред механичких таласа које видимо на површини воде, најпознатији таласи су електромагнетни у које спадају радио таласи, микроталаси, инфрацрвени таласи, видљива светлост, ултраљубичасти зраци, рентгентски зраци и гама зраци. Ови таласи се кроз вакуум крећу брзином светлости.
- Звучни или акустични таласи, су (лонгитудинални) механички таласи који се крећу кроз материјалну средину (гас, течност или чврсто тело), а таквих је учестаности да их може открити чуло слуха (20 Hz - 20 kHz).
- Сеизмички таласи су механички таласи који настају приликом ослобађања енергије у Земљиној кори. Простиру се кроз Земљину унутрашњост, и на основу њих је било могуће одредити унутрашњу грађу Земље.
- Гравитациони таласи су врста флуктуације у гравитационом пољу предвиђене општом теоријом релативности, но за њих још нема експерименталне потврде.

Цунами није талас у овом смислу јер се не ради о стриктно периодичној појави. Цунами је ближи солитону.